# 心理学与生活
《心理学与生活》（英語：Psychology and Life），为美国心理学家Floyd L. Ruch撰写的一部心理学教科书著作。此書历经十九次改版，在第八版（1971年）時菲利普·津巴多加入改版，最新版本則由菲利普·津巴多及理查德·格里格合作撰寫。
该书在美国广受赞誉，并作为美国研究生入学考试心理学专项的参考书籍。不仅在美国，在全世界许多国家的心理学界都有着极高的知名度，是心理学基础教材中的第一品牌书。

## 其他語言
此書曾多次被翻譯成其他語言，包括意大利文、日文、西班牙文及中文等。第一個中文版本為繁體版，由台灣的五南圖書出版。簡體中文版本由人民邮电出版社出版，北京大学教授王垒、王甦等进行翻译而成。